# هیروکی آکییاما
هیروکی آکییاما (ژاپنی: 秋山 裕紀؛ زادهٔ ۹ دسامبر ۲۰۰۰) یک بازیکن فوتبال اهل ژاپن است.
از باشگاه‌هایی که در آن بازی کرده‌است می‌توان به باشگاه فوتبال آلبیرکس نیگاتا و باشگاه فوتبال آزول کلارو نومازو اشاره کرد.